# نوشتار و تفاوت
نوشتار و تفاوت کتابی از ژاک دریدا است.

## دربارهٔ کتاب
نوشتار و تفاوت مجموعه‌ای از نخستین مقالات دریدا است که در سال ۱۹۶۷ منتشر شد و در میان آثار او جایگاهی ممتاز دارد. دریدا در هریک از این مقالات، که نوعی سکوی پرتاب شمرده می‌شوند، بعضی درون‌مایه‌های بنیادی و روش‌های کلیدی اندیشمندان بزرگ عصر خویش (روسه، فوکو، ژابس، هوسرل، هایدگر، لویناس، ارتو، فروید، باتای، لوی استروس و …) را مورد سنجش قرار می‌دهد. از خلال این سنجش، خطوط و عناصر شکل‌دهندهٔ فضای اندیشهٔ دریدایی اندک‌اندک چهره می‌نمایند تا در آثار بعدی او سیمای مشخص‌تری پیدا کنند. تنوع، غنا و اهمیت مسائل مطرح‌شده، شیوهٔ پرسش‌گری و نقد دریدا در این جستارها تولد اندیشمندی را بشارت می‌داد که برای ماندن آمده بود و تأثیر انکارناپذیرش بر اقلیم فلسفی زمانه‌اش گواه آن بوده است.

## به فارسی
عبدالکریم رشیدیان این کتاب را به فارسی درآورده و در ۱۳۹۶ برندهٔ کتاب سال ایران شده است.